# محمد بخاري
محمد بخاري (الهوسية: Muhammadu Buhari؛ 17 ديسمبر 1942-13 يوليو 2025) هو رئيس نيجيريا السابق بعد انتخابات مارس 2015 وفاز بولاية ثانية أيضا وبذلك تستمر ولايته حتى 2023، وكان جنرالا وسياسيا سابقا، وقاد انقلابا عام 1983 أطاح بالرئيس المدني المنتخب شيخو شاجاري، وفي 27 أغسطس 1985م أطاح به الجنرال إبراهيم بابنجيدا بانقلاب آخر.

## حياته
ولد محمد بخاري في عام 1942 في قرية صغيرة تدعى «دورا» لأسرة مسلمة، تقع في ولاية كاتسينا شمال نيجيريا قرب الحدود مع تشاد.
التحق بعد ذلك بالجيش وعمره لم يتجاوز 19 سنة ثم درس الفنون العسكرية في بريطانيا قبل أن يعود إلى بلاده ليقلد مناصب عسكرية هامة، إذ تم تعيينه في 1980 جنرالا ومسؤولا للقوات العسكرية النيجيرية.

## رئاسة الجمهورية
أعلن بتاريخ 1 أبريل 2015 رسمياً عن فوز مرشح المعارضة محمد بخاري في انتخابات الرئاسة بعد أن ألحق هزيمة حاسمة بمنافسه الرئيس المنتهية ولايته غودلاك جوناثان.

## وفاته
تُوفي بخاري في لندن في 13 يوليو 2025 عن عمر 82، أثناء علاجه بأحد المستشفيات. عزاه الرئيس النيجيري الحالي بولا تينوبو بقوله إن إرثه باقٍ وله أهمية كبيرة في المسار الديمقراطي بنيجيريا، وأعلن الحداد لمدة سبعة أيام وأمر بتنكيس الأعلام. كما أمر تينوبو نائبه كاشم شتيما بالسفر إلى المملكة المتحدة لمرافقة جثمان بخاري في عودته إلى نيجيريا.
أعربت نغوزي أوكونجو-إيويالا، المديرة العامة لمنظمة التجارة العالمية ووزيرة المالية النيجيرية السابقة، عن حزنها العميق لوفاة بخاري. ووصف الرئيس السابق غودلاك جوناثان وفاة بخاري بأنها خسارة شخصية وطنية كبيرة، وقال بأنه زميل محترم وقائد شجاع وضابط منضبط، وأن إرثه في النزاهة والخدمة سيبقى في الذاكرة.

## روابط خارجية
- محمد بخاري على موقع الموسوعة البريطانية (الإنجليزية)
- محمد بخاري على موقع مونزينجر (الألمانية)